# Klebheim

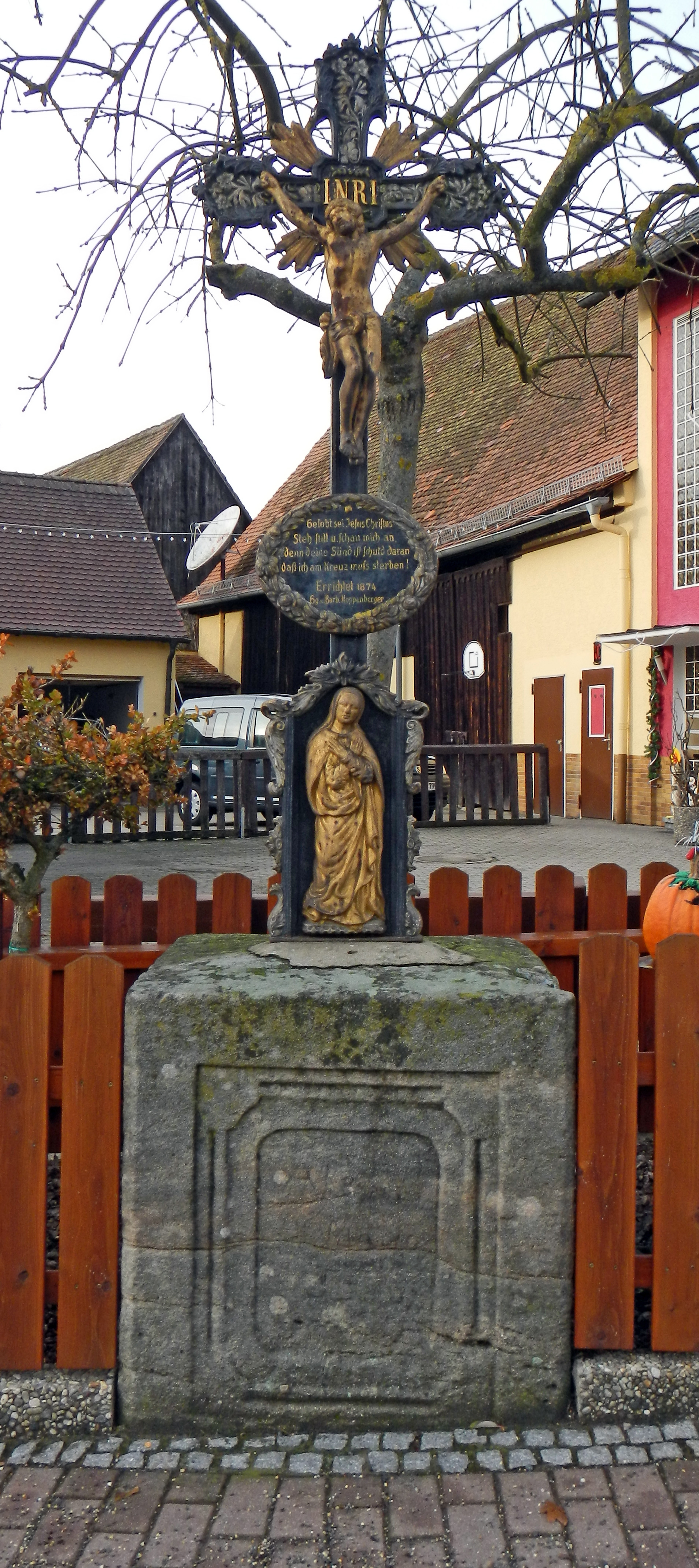
Kruzifix

Klebheim ist ein Gemeindeteil der Gemeinde Heßdorf im Landkreis Erlangen-Höchstadt (Mittelfranken, Bayern). Klebheim liegt in der Gemarkung Hannberg.

## Geographie
Südwestlich und nordwestlich des Dorfes grenzen Waldgebiete an. Im Südwesten erhebt sich der Altenberg (300 m ü. NHN). Im Süden und Osten ist der Ort unmittelbar von Acker- und Grünland umgeben. Die Staatsstraße 2240 verläuft nach Niederlindach (1,2 km südlich) bzw. nach Buch (3,7 km nordwestlich).

## Geschichte
Aufgrund der ungünstigen Lage des Ortes und ungünstigen Bodenverhältnissen – der Ortsname weist auf schweren, klebenden Boden hin – ist eine späte Gründung im 11./12. Jahrhunderts anzunehmen. Im Würzburger Lehenbuch von 1303 wurde der Ort als „Klebehain“ erstmals urkundlich erwähnt. Hier erscheint Arnold von Seckendorff als Lehensträger des Zehnts. Daneben waren die Ministerialen von Gründlach im Ort Lehensträger. Deren Lehen ging 1315 an die Herren von Hohenlohe-Brauneck über, die es zwischen 1340 und 1364 als Oblei dem Bamberger Domkapitel stifteten.
Gegen Ende des 18. Jahrhunderts gab es in Klebheim 7 Anwesen (1 Hof, 1 Höflein, 3 Lehen, 1 Haus, 1 Hirtenhäuslein). Das Hochgericht übte das bambergische Centamt Herzogenaurach aus. Die Dorf- und Gemeindeherrschaft sowie die Grundherrschaft über alle Anwesen hatte die Oblei Hannberg des Bamberger Domkapitels.
Im Rahmen des Gemeindeedikts wurde Klebheim dem 1811 gebildeten Steuerdistrikt Hannberg und der 1818 gegründeten Ruralgemeinde Hannberg zugeordnet.
Im Zuge der Gebietsreform in Bayern wurde Klebheim am 1. Juli 1972 in die Gemeinde Heßdorf eingegliedert.

### Baudenkmal
- Höchstadter Straße 3: Kruzifix

### Einwohnerentwicklung
| Jahr      | 001818 | 001861 | 001871 | 001885 | 001900 | 001925 | 001950 | 001961 | 001970 | 001987 | 002023 |
| Einwohner | 55     | 67     | 59     | 71     | 73     | 76     | 112    | 80     | 80     | 103    | 169    |
| Häuser    | 9      |        |        | 13     | 14     | 12     | 14     | 14     |        | 26     |        |
| Quelle    | [ 9 ]  | [ 10 ] | [ 11 ] | [ 12 ] | [ 13 ] | [ 14 ] | [ 15 ] | [ 16 ] | [ 17 ] | [ 18 ] | [ 1 ]  |

## Religion
Der Ort ist römisch-katholisch geprägt und seit 1574 nach Geburt Mariens (Hannberg) gepfarrt. Die Einwohner evangelisch-lutherischer Konfession sind nach St. Kilian (Kairlindach) gepfarrt.